# Matteo Nicolucci
Matteo Nicolucci (Roma, 6 luglio 1972) è un velista italiano ed un istruttore di III livello della Federazione Italiana Vela.
Direttore Tecnico presso Compagnia Vela Roma.
Campione italiano Hobie Cat 18 (prodiere) nel 1994, campione italiano Hobie Cat 16 (timoniere) nel 2003 – 2005 – 2006 e medaglia di bronzo ai campionati europei Hobie Cat 16 (timoniere) nel 2004.
Nel quadriennio olimpico 2005-2008 (Beijin 2008)ha fatto parte della Squadra Olimpica Italiana di Vela (categoria C) nella classe Tornado Sport come timoniere.
Per due volte medaglia di Bronzo ai Campionati Italiani assoluti Classi Olimpiche (CICO) nel 2006 e nel 2008.
Nel 2005 ha ricevuto dal CONI la Medaglia di Bronzo al Valore Atletico.
Nella sua carriera professionale è stato Tecnico della giovanile nella vela per le classi Optimist, Laser, Hobie Cat, 29er.
Ha partecipato come autore nella stesura del "Manuale della vela Agonistica" per la FIV nel 2012.
Ha scritto nel 2009 un manuale tecnico sul catamarano Hobie Cat 16 reperibile gratuitamente su internet.
Dal 2012 è Tecnico della Classe Olimpica Nacra 17 Catamarano Misto per le Olimpiadi di Rio 2016 e Tokyo 2020 (2021).
Nella sua Carriera come Allenatore vanta un grande palmares nazionale e internazionale in diverse specialità.
È stato allenatore e preparatore della velista Olimpica Italiana e Medaglia d'Oro a Tokyo 2020 con il Nacra17, Caterina Marianna Banti. 
Per quanto riguarda la classe olimpica Catamarano Nacra17 con l'equipaggio Ugolini-Giubilei vince i Mondiali U23 nel 2018 a Marsiglia (Francia) e nel 2019 Risor (Norvegia).
Dal 2020 al 2022 è Tecnico della Nazionale Olimpica Austriaca per la classe Nacra17 per la preparazione Olimpica Parigi 2024.